# Kokeshi

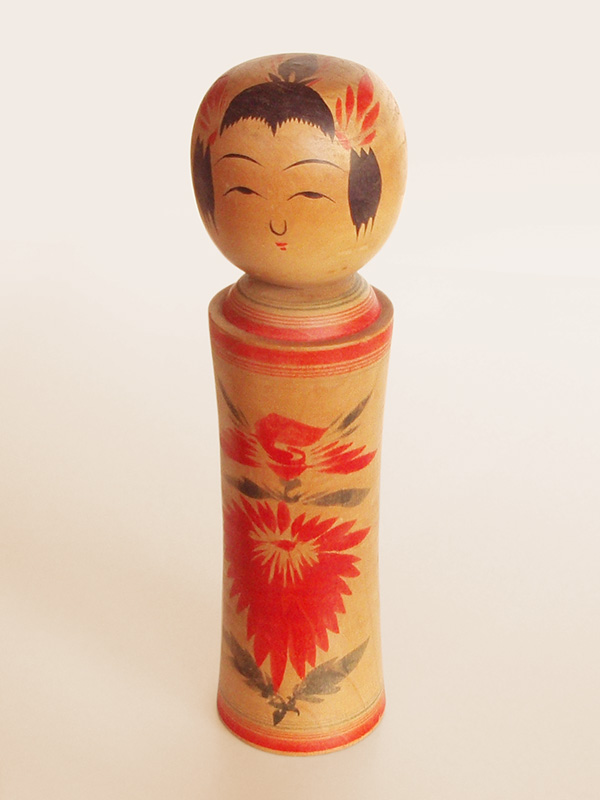
Exemple d'una kokeshi-dentō, o tradicional.

Les kokeshi (en japonès hiragana こけし, kanji 小芥子) són nines tradicionals japoneses molt simples, originàries de la regió de Tōhoku al nord del Japó des d’almenys fa 200 anys. Es fabriquen a mà utilitzant fusta com a primera matèria i es caracteritzen per tenir un tronc simple i un cap arrodonit pintat amb línies senzilles per definir el rostre. El cos acostuma a estar definit per dissenys florals i no té braços ni cames. Des dels 1950s la base inferior generalment està marcada amb la signatura de l'artesà.

## Etimologia
L'origen de la paraula no és clar. Hi ha diversos ateji (conjunt de caràcters sense un sentit ideogramàtic) que s'han fet servir històricament per denominar-les. Una teoria plausible és que "kokeshi" es deriva de fusta (木, ki, ko) o petit (小, ko) i nines (芥子, keshi).
Una teoria popular suggereix que les kokeshi poden ser fetitxs substituts dels nadons no desitjats assassinats després del naixement. Segons això, els caràcters es poden entendre com 子消し (format per 子, ko, nen o nena, i 消し, keshi, esborrar, extingir). Si bé l'infanticidi es va practicar habitualment al Japó, com a molts altres llocs del món, fins al segle xx, hi ha poca o cap evidència que doni suport a aquesta teoria, amb les primeres referències a la literatura que daten només del 1965. Pel que sembla, aquesta història la va contar per primera vegada el poeta Goichi Matsunaga en un conte de fades escrit en aquells anys.
La paraula kokeshi és en si mateixa original del dialecte de Tōhoku, o de Sendai. En aquesta regió també es coneixen aquestes nines per altres noms, com per exemple deko, kideko, dekoroko. I en altres regions S'anomenen d'altres maneres, invalidant la teoria que les lliga a l'infanticidi: a Fukushima es coneixen com a kibako o kihohoko; a la prefectura de Miyagi com a obokko; i a Naruko com a hangyo i kiningyō.
A la Gran Exposició Japonesa de Kokeshi (全国こけし大会), que va tenir lloc a Naruko el 1939, es va acordar unificar la denominació d'aquestes nines com a kokeshi, i escriure el seu nom només en hiragana, que és la pràctica actual.

## Origen
L'origen d'aquestes figures es remunta a uns dos-cents anys, dins del Període Edo (1603-1867). Es pensa que els artesans especialitzats en utensilis de fusta de la regió de Tōhoku van començar a fer petites nines per vendre-les com a record als turistes que visitaven les aigües termals.

## Tipus
Les formes i patrons d'aquestes nines són particulars de cada zona i han passat de mestre a aprenent durant anys. Hi ha onze tipus de kokeshi tradicionals (伝統こけし dentō-kokeshi), agrupades aquí segons el seu origen:
- Prefectura de Fukushima
  - Tsuchiyu
- Prefectura de Miyagi
  - Togatta
  - Yajiro
  - Naruko
  - Sakunami
- Prefectura de Yamagata
  - Yamagata
  - Zao-takayu
  - Hijioro
- Prefectura d'Akita
  - Kijiyama
- Prefectura d'Iwate
  - Nanbu
- Prefectura d'Aomori
  - Tsugaru

Existeixen també les nomenades kokeshi creatives (新型こけし, kokeshi-shingata o kokeshi-sosaku) on l'artesà té llibertat creativa quant a formes, colors i disseny. Aquest tipus és relativament nou i van ser desenvolupades després de la Segona Guerra Mundial.

## Cultura popular
Les nines Kokeshi s'han utilitzat com una font d'inspiració per a l'estil dels avatars digitals de Nintendo, nomenats "Miis ", que són creats i personalitzats pels jugadors. El seu aspecte s'ha convertit en el símbol de l'estètica general de la plataforma.